# Камсинг, Сомлук
Сомлук Камсинг (тайск. สมรักษ์ คำสิงห์ , род. 16 января 1973 года, Кхонкэн, Таиланд) — тайский боксёр, боец муай тай и кикбоксер, чемпион летних Олимпийских игр 1996 года, первый олимпийский чемпион в истории Таиланда.
Сомлук Камсинг родился в 1973 году в Кхонкэне. В 1992 году в возрасте 19 лет дебютировал на Олимпийских играх в Барселоне, но проиграл во втором круге будущему серебряному призёру испанцу Фаустино Рейесу.
Через четыре года в Атланте Сомлук неожиданно победил, обыграв в четвертьфинале бронзового призёра Игр-1992 Рамаза Палиани, а в финале — одного из величайших боксёров-любителей Серафима Тодорова. Это была первая золотая медаль в олимпийской истории страны, что сделало Камсинга национальным героем. В 1996 году в честь Кхамсинга была выпущена почтовая марка.
В 2000 и 2004 годах он также участвовал в Олимпиадах, но медалей не завоёвывал. Если в Сиднее-2000 он проиграл в четвертьфинале будущему серебряному призёру Рокки Хуаресу, то в Афинах-2004 уже в первом круге разгромно проиграл никому не известному канадцу Бенуа Годе.
По окончании спортивной карьеры он снялся в эпизодических ролях в нескольких фильмах (наиболее известный — «Рождённый сражаться»), а также записал музыкальный диск.